# Paralacydes proteus
Paralacydes proteus là một loài bướm đêm thuộc phân họ Arctiinae, họ Erebidae.